# Kołbaskowo
Kołbaskowo (do 1945 niem. Kolbitzow, daw. Colbitzow) – wieś w Polsce położona w województwie zachodniopomorskim, w powiecie polickim, w gminie Kołbaskowo, na Wzniesieniach Szczecińskich. Miejscowość jest siedzibą gminy Kołbaskowo. Położona jest w odległości 10 km od Szczecina.
W latach 1954–1972 wieś należała i była siedzibą władz gromady Kołbaskowo. W latach 1975–1998 miejscowość położona była w województwie szczecińskim.

## Demografia
Według Narodowego Spisu Powszechnego Ludności i Mieszkań z 2011 roku liczba ludności we wsi Kołbaskowo to 520, z czego 47,1% mieszkańców stanowią kobiety, a 52,9% ludności to mężczyźni. Stanowi to 4,7% mieszkańców gminy.

## Transport
Do 21 grudnia 2007 roku w miejscowości znajdowało się drogowe przejście graniczne Kołbaskowo-Pomellen z Niemcami, które zostało zlikwidowane na mocy Układu z Schengen.
- E28  Autostrada A6 (E28): granica państwa – Kołbaskowo – Szczecin – Gdańsk – Pruszcz Gdański
- Droga krajowa nr 13: Szczecin – Rosówek – granica państwa

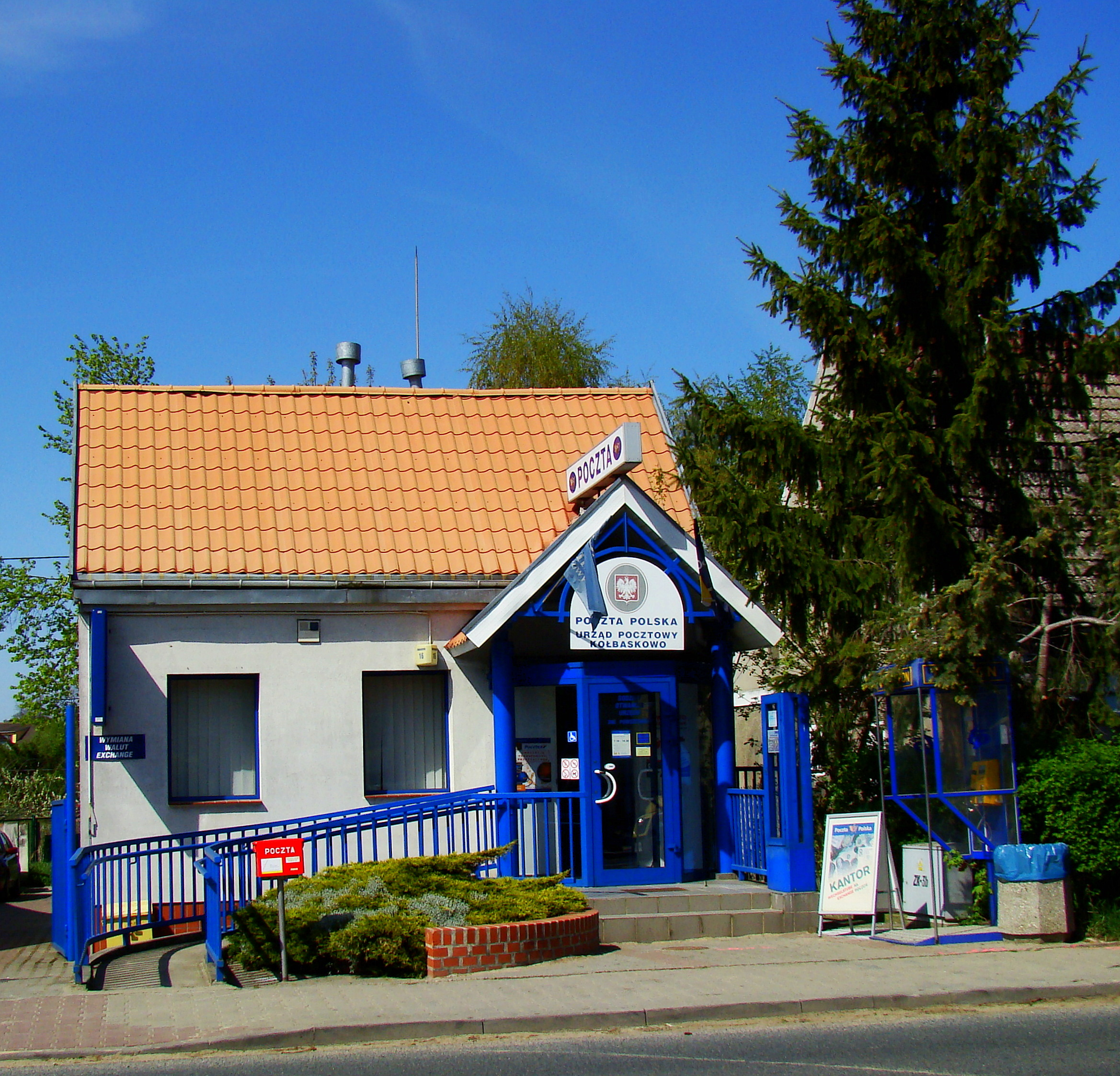
Kołbaskowo, Urząd pocztowy

Kołbaskowo połączone jest ze Szczecinem miejską linią autobusową.

## Oświata
Na terenie Kołbaskowa działa Zespół Placówek Oświatowych, w skład którego wchodzą Szkoła Podstawowa im. św. Huberta oraz Publiczne Przedszkole.
Funkcjonuje również Biblioteka Gminna, która oprócz typowej działalności polegającej na gromadzeniu i udostępnianiu swoich zbiorów – prowadzi też działalność kulturalną i oświatową. 24 lutego 2012 roku zakończono gruntowny remont, zmieniający i przebudowujący pomieszczenia wewnątrz budynku oraz dobudowano podjazd dla osób niepełnosprawnych.

## Historia i zabytki
Pierwsze wzmianki o wsi pochodzą z 1243 roku, gdy książę Barnim I nadał klasztorowi cysterek w Szczecinie dziesięcinę z Kołbaskowa. W 1286 roku klasztor otrzymał wieś Kołbaskowo na własność i prawdopodobnie w tym czasie rozpoczęła się budowa tutejszego kościoła.
22 kwietnia 1945 roku Kołbaskowo zostało zajęte przez wojska 65 Armii Uderzeniowej 2 Frontu Białoruskiego. 4 września wieś została przejęta przez polską administrację, po czym nastąpiło zasiedlenie przez polskich osadników.
W centrum wsi znajduje się XIV-wieczny kościół. Jest to późnoromańska budowla salowa, wzniesiona na planie prostokąta, bez wieży zachodniej. Elewacje ścian wymurowane są z w miarę regularnie ułożonych warstw kwadr granitowych o niewielkim tylko stopniu obróbki i o różnej wielkości. Jedynie uskokowe portale – południowy (obecnie zamurowany) i nieistniejący już dzisiaj zachodni – a także narożniki, wykonano z dokładniej obrobionych kwadr granitowych.
Elewacja wschodnia posiada charakterystyczny dla tego okresu układ trzech wąskich, ostrołukowych, rozglifionych na zewnątrz okien, z których środkowe jest nieco wyższe. Jej szczyt natomiast ozdobiony jest piramidalną blendą w obramieniu ceglanym. Elewacja zachodnia ze szczytem przesłonięta jest przez dobudowaną w XVIII wieku wieżę, nakrytą płaskim dachem namiotowym. W wieży znajduje się główne wejście do kościoła
W elewacji południowej zachował się relikt pierwotnego okna o ościeżach kamiennych i łuku zamknięcia mniej ostrym jak w pozostałych obmurowanych oknach. Także zachowany portal południowy ma tylko nieznacznie załamaną archiwoltę.
Świątynia posiada strop drewniany i nakryta jest ceramicznym dachem dwuspadowym. W roku 1984 przeprowadzono restaurację świątyni. Odbito wówczas tynki zewnętrzne, odsłonięto wątek gotycki ścian i okien. We wnętrzu odnowiono posadzkę, strop, ściany, odkryto portal południowy. Wykonano również nowe oszklenie witrażowe. Uporządkowano także plac kościelny otoczony kamienno-ceglanym murem.
Na wyposażeniu kościoła znajdują się:
- XVIII-wieczny ołtarz barokowy poddany gruntownej konserwacji w 1993 roku.
- Gotycka empora chórowa wsparta na dwóch filarach.
- Dzwony z 1600 i 1705 roku.

Na węźle Autostrady A6 Szczecin Zachód w Kołbaskowie znajduje się stacja paliw typu Fürstenwalde z 1937 r. zaprojektowana przez Friedricha Tammsa, która wciąż jest użytkowana.